# Údolí královen

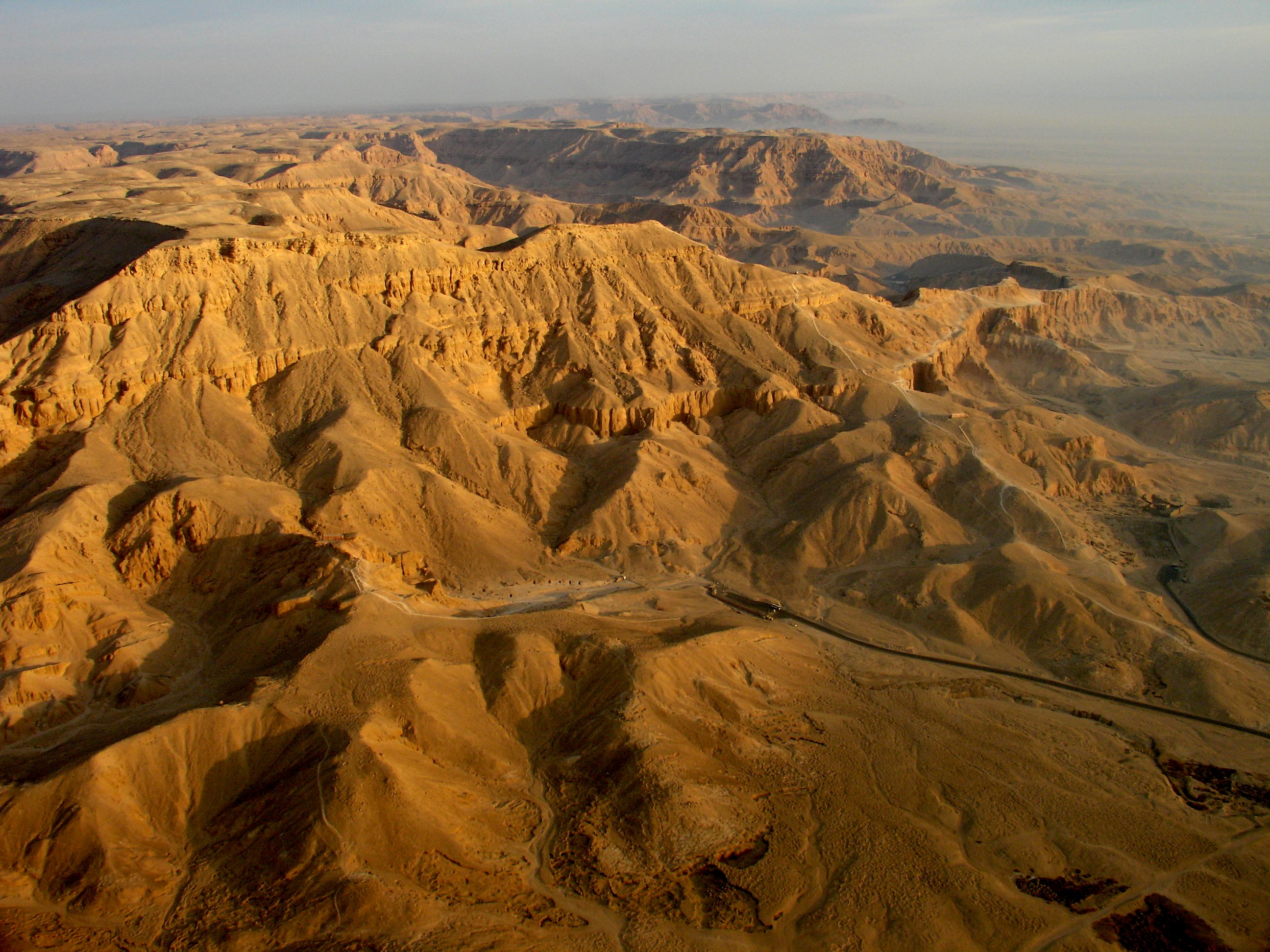
Pohled na Údolí královen

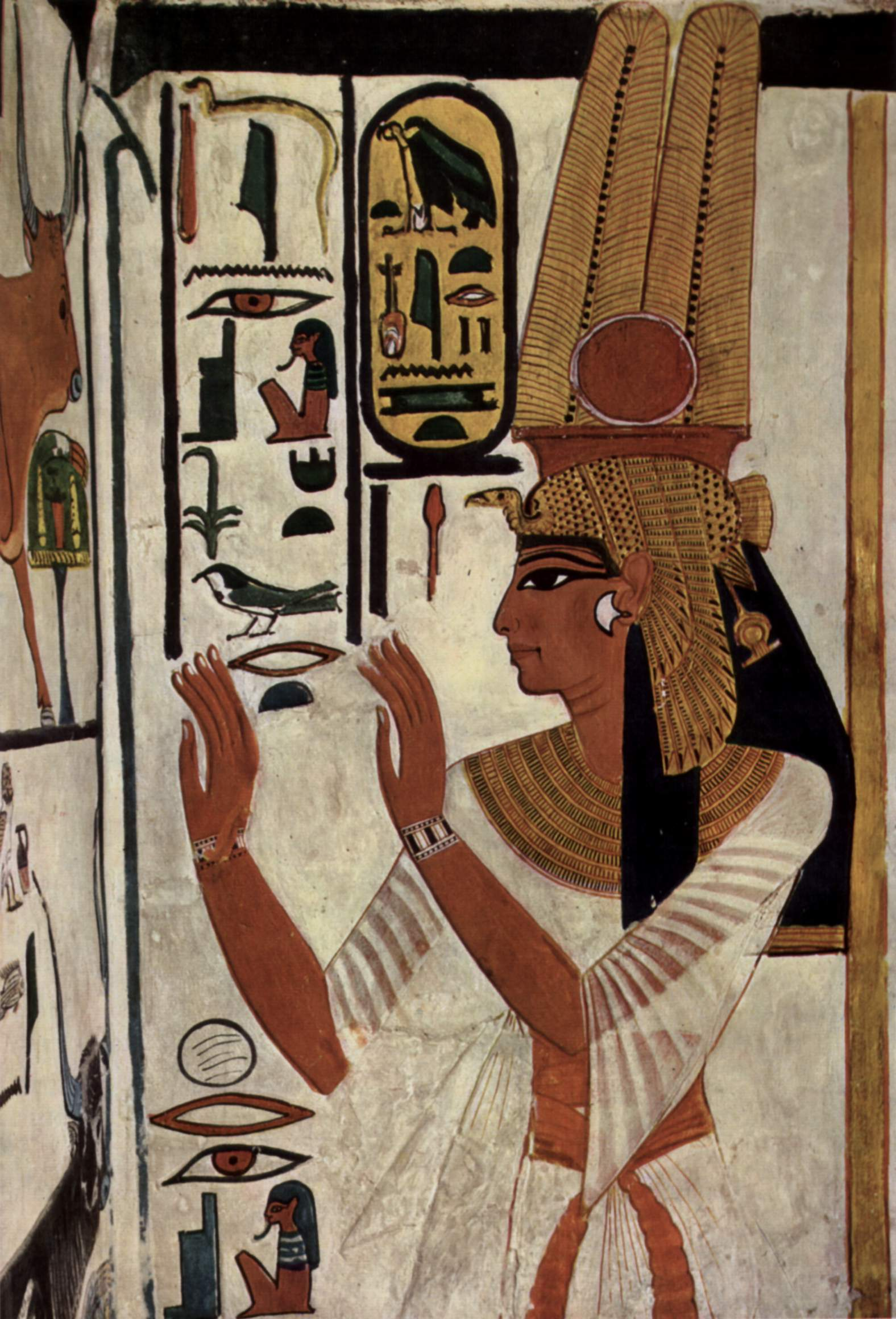
Reliéf z hrobky královny Nefertari

Údolí královen je archeologická lokalita nacházející se v thébské nekropoli nedaleko egyptského města Luxor. V dobách starověkého Egypta zde byly pohřbívány manželky faraonů. Starověcí Egypťané nazývali zdejší pohřebiště Tasetneferu, což v překladu znamená Místo králových dětí. Tento název získalo údolí proto, že se zde v dobách 18., 19. a 20. dynastie pohřbívali i princové a princezny. Současný název Údolí královen dal zdejšímu pohřebišti francouzský archeolog Jean-François Champollion. Místní lidé ho nazývají Bíbán el-Melíkat.
Pohřebiště bylo využíváno od začátku 18. dynastie, kdy sloužilo pro prince a princezny z královské krve a osobnosti z královského dvora. Od dob faraona Ramesse I. zde byly pohřbívány královny, jimž byl udělen titul „Královská manželka“. Na začátku 20. dynastie obnovil faraon Ramesse III. tradici a nechal zde postavit hrobky pro některé své syny. Výběr lokality souvisel s jejím charakterem, starověcí Egypťané ji považovali za posvátnou. Struktura této oblasti připomínala náboženské a pohřební pojetí ať už kvůli nedaleko nacházejícímu se Thébskému štítu, tvarem připomínající pyramidy ze Staré říše, či vodopádu a jeskyním. Jeskyně symbolizovala lůno bohyně Hathor, ze které tryskala voda, což oznamovalo blížící se znovuoživení zemřelých, kteří byli na tomto místě pohřbeni.
V Údolí královen se nacházejí dva typy hrobek. Jedny se skládají pouze z pohřební šachty, zatímco druhý typ je velký a má složitou strukturu. Jejich předlohou byly královské hrobky z nedalekého Údolí králů. První královnou, která zde nalezla místo posledního odpočinku, byla Satre, manželka Ramesse I. a matka Sethiho I. Pohřby se zde prováděly do konce 20. dynastie. Po skončení vlády Ramessovců se hrobky staly terčem vykradačů hrobek. Během 21. dynastie a Třetí přechodné doby se některé hrobky začaly znovu využívat a staly se pohřebním místem pro lidi, kteří nebyli z královské krve. V dobách římské nadvlády se Údolí královen stalo normálním hřbitovem a tuto funkci plnilo až do čtvrtého století našeho letopočtu, kdy se zde usadili Koptové. Ti zde založili klášter a zničili velké množství zdejších hrobek. Další hrobky byly zničeny přívalovými dešti na konci období Nové říše.
První systematické vykopávky zde prováděl v letech 1903 až 1906 Ital Ernesto Schiaparelli, který rovněž zastával funkci ředitele Egyptského muzea v Turíně. Tento archeolog pomohl nalézt nejdůležitější hrobky této lokality. Mezi nimi byly například hrobky synů Ramesse III. Chamuaseta, Amonherchopešefa a Setherchopešefa. Největším objevem byla však hrobka královny Nefertari, Velké královské manželky Ramesse II. Tato hrobka je mnohými považována za nejkrásnější hrobku v celé thébské nekropoli.